# Paraplectanoides
Paraplectanoides es un género de arañas araneomorfas de la familia Paraplectanoididae. Se encuentra en Australia.

## Lista de especies
Según The World Spider Catalog 12.0:
- Paraplectanoides crassipes Keyserling, 1886
- Paraplectanoides kochi (O. Pickard-Cambridge, 1877)